# Focke-Wulf Triebflügel

La société Focke-Wulf avait conçu un projet d'avion de type ADAV (aéronef à décollage et atterrissage vertical) désigné Triebflügel (aile motrice) dont la voilure aurait consisté en un rotor tripale dont chacune aurait été équipée d'un réacteur orientable à son extrémité.
Le professeur Erich von Holst construisit à partir de 1940 des maquettes formées d’un fuselage autour duquel tournaient deux rotors contrarotatifs tripales pouvant voler depuis la vitesse zéro (vol stationnaire) jusqu’à une vitesse maximale définie. Début 1944, il présenta ses maquettes au bureau d'études de Focke-Wulf à Bad Eilsen. L’ingénieur Otto von Pabst et le constructeur aéronautique von Halem se penchèrent sur le problème. 
La même année, ils conçurent un chasseur ADAV appelé Triebflügel. L’utilisation, en l’extrémité de pale, de statoréacteurs de type Lorin (c’est-à-dire dépourvus de pièces mobiles) de 840 kp de poussée chacun, aurait permis d’annuler le couple induit et donc de s’affranchir du deuxième rotor. L’aile-rotor tripale (Triebflügel) devait tourner sur des roulements autour d’un tube placé au niveau du centre de gravité du fuselage de l’appareil. Les moteurs Lorin ne fournissant une poussée qu’à partir d'une vitesse minimum de 300 km/h, des moteurs-fusées de type Walter montés en supplément devaient donner au rotor la vitesse de rotation initiale nécessaire. Le régime devait atteindre 220 tr/min et une vitesse maximale de 1 000 km/h.
La fin imminente de la Seconde Guerre mondiale ne permit cependant pas de procéder à la construction et à la mise au point, cependant ce projet futuriste a inspiré les concepteurs des prototypes Convair XFY et Lockheed XFV (voir Opération Paperclip).

## Dans la fiction
Le Triebflügel apparaît quelques secondes dans le film Captain America: First Avenger. L'ennemi, Crâne rouge, l'utilise pour fuir la base attaquée. À noter que cet usage d'une version fonctionnelle contredit d'autant plus l'Histoire que la scène a lieu en 1943, mais le film ne se veut pas réaliste.
Dans le tome 2 de la bande dessinée Dent d'ours intitulé Hanna, un escadron de chasseurs Triebflügel mené par la pilote d'essai Hanna Reitsch abat la majorité des bombardiers américains menant un raid. Toutefois un tiers est détruit, sans qu'on sache si cela vient de la riposte américaine ou de la défaillance technique des chasseurs. Le Triebflügel apparaît sur la couverture de l'album.
On le trouve aussi dans plusieurs tomes de la bande dessinée Wunderwaffen, ce qui est moins étonnant car cette histoire est une uchronie où l'Allemagne n'est pas encore vaincue par les Alliés en 1946.